# Konrad Akert

Konrad Akert, 1984

Konrad Akert (* 21. Mai 1919; † 10. Januar 2015) war ein Schweizer Hirnforscher.

## Leben und Werk
Konrad Akert absolvierte das Literaturgymnasium Zürich und studierte anschliessend Medizin an der Universität Zürich. Er bestand das medizinische Staatsexamen im Jahr 1946. Nach dreijähriger Assistententätigkeit am Physiologischen Institut promovierte er unter Walter Rudolf Hess mit einer Arbeit über die Sehsphäre der Forelle. Mit seinem Doktorvater blieb Konrad Akert bis zu dessen Tod im Jahre 1973 in engem Kontakt.
Ab 1951 war Konrad Akert für ein Jahrzehnt in den USA tätig, zunächst an der Johns Hopkins University in Baltimore unter Arthur Earl Walker und Philip Bard. 1953 erhielt er einen Ruf als Assistante Professor für Physiologie an die University of Wisconsin–Madison. Im Jahre 1955 wurde er zum Associate Professor befördert.
1961 übernahm er an der Universität Zürich das neugeschaffene Extraordinariat für Hirnforschung sowie den Aufbau mit Gründung, Aufbau und bis 1983 Leitung des Instituts für Hirnforschung. 1970 erfolgte seine Beförderung zum ordentlichen Professor. 1979 wurde er zusätzlich mit der Nachfolge auf den Lehrstuhl für Physiologie und mit der Leitung des Physiologischen Instituts betraut. Von 1974 bis 1976 amtete er als Dekan der Medizinischen Fakultät. Von 1984 bis zu seiner Emeritierung 1988 war er der erste vollamtliche Rektor der Universität Zürich.
Konrad Akert war der Begründer der Zeitschrift Brain Research, als dessen Herausgeber er von 1966 bis 1976 wirkte. Sein wissenschaftliches Interesse galt besonders der Verbindung des Stirnhirns und des Zwischenhirns; ferner der Membranstruktur von Nervenzellen und deren Kontaktstellen. Seine Publikationsliste umfasst über 300 Arbeiten, welche mehrheitlich strukturellen Problemen gewidmet sind. 1960 erhielt er den Robert-Bing-Preis der Schweizerischen Akademie der Medizinischen Wissenschaften und 1969 den Otto Naegeli-Preis.
1963 bis 1967 betätigte sich Konrad Akert auch im Kantonsrat Zürich für die FDP.